# Cis angustiformis
Cis angustiformis es una especie de coleóptero de la familia Ciidae.

## Distribución geográfica
Habita en Hawái, Oahu.